# Prix Alfréd-Radok
Les prix Alfréd Radok (Ceny Alfréda Radoka) sont des prix théâtraux remis chaque année par la dotation du prix Alfréd Radok en collaboration avec l'agence Aura-Pont et le magazine Svět a Divadlo (Le monde et le théâtre) pour des réalisations dans le théâtre tchèque.    
Le prix a été dénommé en l'honneur d'Alfréd Radok, metteur en scène de théâtre, auteur d'opéra et d'opérette, et réalisateur de cinéma tchécoslovaque, connu pour être le créateur de la Laterna magika.

## Histoire
Le prix de la meilleure performance a été attribué pour la première fois en 1992. En 1995, les catégories meilleure pièce, meilleure scénographie, talent de l'année, théâtre de l'année, meilleur acteur et meilleure actrice ont été créées. Les derniers prix ont été attribués en 2013.
Les lauréats étaient sélectionnés par un vote des critiques de théâtre. 

## Lauréats
Les gagnants dans les catégories principales sont les suivants :   

### Meilleur acteur
- 1995 : Tomáš Töpfer pour Jacobowski dans Jacobowski and the Colonel
- 1996 : Jiří Ornest pour Ludwig dans Ritter, Dene, Voss
- 1997 : Miroslav Táborský pour Jindřich dans Konec masopustu
- 1998 : Karel Roden pour Bruno dans Le Cocu magnifique
- 1999 : Martin Huba pour Bruscon dans Der Theatermacher
- 2000 : Jan Potměšil pour Richard III dans Richard III
- 2001 : David Prachař pour Faust dans Tragická historie o doktoru Faustovi
- 2002 : Jan Tříska pour Lear dans Le Roi Lear
- 2003 : Michal Čapka pour Šaryk dans Cœur de chien
- 2004 : Boris Rösner pour Harpagon dans L'Avare
- 2005 : Jan Vondráček pour Lelio dans The Liar
- 2006 : Martin Finger pour Světanápravce dans Světanápravce (Der Weltvebesserer)
- 2007 : Erik Pardus pour Pavel I. dans Smrt Pavla I.
- 2007 : Jaroslav Plesl pour Christy Mahon dans Le Baladin du monde occidental
- 2007 : Martin Finger pour Josef K. dans Le Procès
- 2008 : Jaromír Dulava pour Předseda dans Ptákovina
- 2009 : Martin Pechlát pour Goebbels dans  Goebbels/Baarová
- 2010 : David Novotný pour Muž dans Muž bez minulosti
- 2011 : Martin Pechlát pour Andreas Karták dans Legenda o svatém pijanovi
- 2012 : Ivan Trojan pour Bůh dans Ucpanej systém
- 2013 : Karel Dobrý pour Opričník Andrej Danilovič dans Den opričníka

### Meilleure actrice
- 1995 : Ivana Hloužková pour Maryša dans Maryša
- 1996 : Emília Vášáryová pour The Younger Sister dans Ritter, Dene, Voss
- 1997 : Lucie Trmíková pour Terezka dans Terezka
- 1998 : Iva Janžurová pour Winnie dans Oh les beaux jours
- 1999 : Pavla Tomicová pour Maryša dans Maryša - po pravdě však Mařka
- 2000 : Klaudia Dernerová pour Katěrina Izmajlova dans Lady Macbeth Mcenského újezdu
- 2001 : Marie Málková pour Madelaine dans La Terrasse
- 2002 : Marie Málková pour Ms. Stavrogin dans Les Démons
- 2003 : Marie Málková pour Ms. Zittel dans Heldenplatz
- 2004 : Daniela Kolářová pour The Mother dans Am Ziel
- 2005 : Jaroslava Pokorná pour Hedvik dans Le Canard sauvage
- 2006 : Kate Aldrich pour Sesto dans La clemenza di Tito
- 2007 : Helena Dvořáková pour Faidra dans Faidra
- 2008 : Soňa Červená dans Zítra se bude...
- 2009 : Kateřina Burianová pour Violet Westonová dans Srpen v zemi indiánů
- 2010 : Ivana Uhlířová pour Alžběta dans Víra, láska, naděje
- 2011 : Helena Dvořáková pour Ysé dans Polední úděl
- 2012 : Ivana Hloužková pour Miroslav Tichý dans Tichý Tarzan
- 2013 : Tereza Vilišová pour Amy dans Můj romantický příběh

### Meilleure pièce
- 1995 : Sestra Úzkost de Pitínský, Čep et Deml
- 1996 : Ritter, Dene, Voss de Thomas Bernhard
- 1997 : Terezka de Lenka Lagronová
- 1998 : Arcadia de Tom Stoppard
- 1999 : Jeminkote, psohlavci de Iva Peřinová
- 2000 : Faust Is Dead de Mark Ravenhill
- 2001 : Tales of Common Insanity de Petr Zelenka
- 2002 : The Lonesome West de Martin McDonagh
- 2003 : The Lieutenant of Inishmore de Martin McDonagh
- 2004 : Nagano de Martin Smolka et Jaroslav Dušek
- 2005 : Akvabely de David Drábek
- 2006 : Má vlast de Iva Klestilová
- 2007 : Zázrak v černém domě de Milan Uhde
- 2008 : Odcházení de Václav Havel
- 2009 : Náměstí bratří Mašínů de David Drábek
- 2010 : Očištění de Petr Zelenka
- 2011 : Jedlíci čokolády de David Drábek
- 2012 : Brian de Miroslav Krobot
- 2013 : Plejtvák de Milan Šotek

### Nouvel artiste
- 1995 : Zuzana Stivínová (actrice)
- 1996 : Martin Dohnal (compositeur)
- 1997 : Petra Špalková (actrice)
- 1998 : Petr Krušelnický (mime)
- 1999 : Martin Čičvák (metteur en scène)
- 2000 : Richard Krajčo (acteur)
- 2001 : Miroslav Krobot (acteur, bien qu'il soit metteur en scène)
- 2002 : Ondřej Sokol (acteur et metteur en scène)
- 2003 : Lucie Žáčková (actrice)
- 2004 : Magdaléna Borová (actrice)
- 2005 : Gabriela Vermelho
- 2006 : Ivana Uhlířová (actrice)
- 2007 : Jiří Havelka (metteur en scène)
- 2008 : Štěpán Pácl (metteur en scène)
- 2009 : Vojtěch Dyk (acteur)
- 2010 : Štěpán Pácl (metteur en scène)
- 2011 : Michal Isteník (acteur)
- 2012 : Braňo Holiček (metteur en scène, acteur)
- 2013 : Patrik Děrgel (acteur)